# 沼澤王的女兒
《沼澤王的女兒》（英語：The Marsh King's Daughter）是一部2023年美國心理驚悚電影，由尼爾·柏格執導，馬克·Ｌ·史密斯和艾兒·史密斯（Elle Smith）撰寫劇本。該片改編自凱倫·迪昂所著的同名小說，黛西·蕾德莉、班·曼德森、蓋瑞特·荷德倫擔任主演，STX影業、Anonymous Content和Black Bear Pictures製作。劇情講述年幼時和母親一同被囚禁的女子被迫面對惡名昭彰的逃獄父親。電影2023年11月3日在美國上映。

## 演員
- 黛西·蕾德莉飾演海倫娜·佩勒提爾（Helena Pelletier）
  - 布魯克琳·普林斯飾演年幼的海倫娜
- 班·曼德森飾演雅各·霍布魯克（Jacob Holbrook）
- 蓋瑞特·荷德倫飾演史蒂芬·佩勒提爾（Stephen Pelletier）
- 凱倫·皮斯托里斯（英语：Caren Pistorius）飾演海倫娜之母
- 喬伊·卡森（Joey Carson）飾演瑪麗克·佩爾蒂埃（Marigold Pelletier）
- 吉爾·伯明罕（英语：Gil Birmingham）飾演克拉克（Clark）

## 製作
該片製作計劃於2018年2月宣布，由艾兒·史密斯（Elle Smith）和馬克·Ｌ·史密斯為導演摩頓·帝敦撰寫劇本。艾莉西亞·薇坎德被選為主角並將擔任執行製作。
原先預計拍攝於2019年6月下旬進行直到秋天，然而直到2021年2月都沒有更進一步的發展，帝敦和薇坎德已退出本片。導演改為尼爾·柏格擔任，黛西·蕾德莉加入演員陣容。同年5月，班·曼德森加入演員陣容。2021年6月，布魯克琳·普林斯、吉爾·伯明罕、凱倫·皮斯托里斯和蓋瑞特·荷德倫加入演員陣容
電影2021年6月7日在加拿大安大略省開始主要拍攝。 德國攝影師艾爾文·H·庫勒在稍後宣布為該片的攝影指導。

## 外部連結
- 互联网电影数据库（IMDb）上《沼澤王的女兒》的资料（英文）